# 2980 Cameron
2980 Cameron este un asteroid din centura principală, descoperit pe 2 martie 1981, de Schelte Bus.